# Tsjechische Socialistische Republiek
De Tsjechische Socialistische Republiek (Tsjechisch: Česká socialistická republika, afkorting: ČSR) was van 1969 tot 1990 de officiële naam van Tsjechië, het westelijke deel van Tsjecho-Slowakije.

## Geschiedenis
Na de Praagse Lente werd op 28 oktober 1968 besloten om de eenheidsstaat Tsjecho-Slowakije om te vormen in een federatie. Vanaf 1 januari 1969 zou de staat opgedeeld worden in de Tsjechische Socialistische Republiek en de Slowaakse Socialistische Republiek (SSR). In feite was de federalisering alleen symbolisch, want alle macht bleef bij de Communistische Partij. 
In 1989 vond in Tsjecho-Slowakije de Fluwelen Revolutie plaats. De naam "Tsjechische Socialistische Republiek" werd nu afgeschaft en veranderd in "Tsjechische Republiek". Hetzelfde gebeurde in het Slowaakse deel, dit ging nu "Slowaakse Republiek" heten. 
In 1993 verdween de hele opzet van de federatie. De Tsjechische Republiek werd een zelfstandige staat, en ging in de Nederlandse taal Tsjechië heten.